# Marianne du 14 juillet
La Marianne du 14 juillet (ou Marianne de Luquet) est une série de timbres d'usage courant émis en France le 14 juillet 1997 en remplacement de la Marianne du Bicentenaire. Elle est remplacée le 10 janvier 2005 par la Marianne des Français. La Marianne du 14 juillet a été dessinée par Ève Luquet.

## Description
Le sujet est Marianne, allégorie de la République française. Elle porte un bonnet phrygien et une cocarde. Regardant vers la gauche, elle a les cheveux au vent. Au-dessus d'elle a été portée, entourée ici et là de huit petites étoiles représentant discrètement la construction européenne, la devise « liberté, égalité, fraternité » en écriture manuscrite et sans majuscules.
De 1997 à 2001, le timbre porte la mention de pays « République française ». Ensuite, comme tous les timbres émis par les postes françaises en métropole et dans les DOM-TOM, il porte la mention « RF », ce qui contrevient à la directive de l'Union postale universelle qui recommande la mention complète du pays en alphabet latin. Le retour à la mention en toutes lettres est prévue en janvier 2005 pour la série d'usage courant, avec la Marianne des Français.
Il existe deux types de ce dessin. Sur le type I, le contour de l'oreille de Marianne est fait d'un trait continu, alors que sur le type II, ce trait est discontinu. Les timbres « République française » sont connus dans les deux types. Les timbres « RF » sont presque uniquement au type II, sauf le timbre à validité permanente (TVP) rouge dans le carnet commémoratif Semeuse.
Dessiné par Ève Luquet, ce timbre est le premier timbre d'usage courant créé par une femme en France. Gravé par Claude Jumelet et imprimé en taille-douce.

## Carrière
En août 1996, est lancé le concours de renouvellement de la série d'usage courant, ouvert aux artistes ayant participé à un projet de timbres pour La Poste entre 1994 et 1996. Le cahier des charges est essentiellement que « l'illustration [...] doit symboliser la République française ».
Trente-et-un projets sont envoyés avant la date-limite du 31 octobre 1996 et évalués par un jury de onze membres début 1997. En deux votes, ce jury sélectionne cinq projets, puis se prononce en faveur de celui d'Ève Luquet. En février, le président de la République Jacques Chirac confirme ce choix, qui est présenté officiellement au public, le 19 mars 1997, par François Fillon, ministre délégué à La Poste.
La série sert en France métropolitaine, en Corse et dans les quatre départements d'outre-mer (Guadeloupe, Guyane, Martinique et Réunion). Elle est également vendue à Mayotte et à Saint-Pierre-et-Miquelon revêtue d'une surcharge portant le nom de ces collectivités d'outre-mer bénéficiant du choix de leurs propres timbres. 

## Usage commémoratif
À l'occasion de plusieurs émissions, ce timbre d'usage courant prit une expression commémorative:
- En 1997, il est accolé au logo de l'exposition philatélique Philexfrance 99.
- Fin 2000 et début 2001, l'ensemble des valeurs faciales en franc, puis en euro, sont émises sous forme de feuillets.
- En juillet 2004, il est émis accolé d'un logo du Fonds mondial de lutte contre le SIDA, la tuberculose et le paludisme (fond de l'OMS et d'ONUSIDA).

## Mayotte
Bien qu'émettant leurs propres timbres-poste, les collectivités territoriales de Mayotte et Saint-Pierre-et-Miquelon se servent des timbres d'usage courant de métropole surchargé du nom de la collectivité.
À Mayotte, à la suite de l'augmentation le 1er juin 2003 des tarifs d'affranchissement de la lettre en service lent et en service normal, les stocks de timbres Marianne du 14 juillet de 0,02 et 0,05 € sont rapidement consommés par les usagers souhaitant se servir de leurs timbres déjà achetés. Une commande est donc passée à l'imprimerie des timbres-poste de Périgueux. Les premières feuilles surchargées sont détruites car la police de caractères utilisée est différente de l'habituelle, mais quelques-unes de ces feuilles ont déjà été incluses dans l'envoi des dernières feuilles du stock.
C'est ainsi que de la fin de juillet à décembre 2003, des lettres sont affranchies avec ces 0,02 et 0,05 € à grande surcharge.

## Tableaux-résumés
Ces tableaux regroupent les timbres émis au type Marianne du 14 juillet selon leur légende (« République française », puis « RF ») et selon leur valeur faciale, premiers éléments identifiables.

### Mariannelégende «République française»
Zones des tarifs internationaux jusqu'au 1er juin 2003 :
- Zone 1 : Europe occidentale.
- Zone 2 : Europe orientale, Algérie, Maroc et Tunisie.
- Zone 3 : reste de l'Afrique.
- Zone 4 : Amérique du Nord, Asie centrale, Moyen-Orient, Proche-Orient.
- Zone 5 : reste de l'Amérique et de l'Asie.
- Zone 6 : Océanie.

| Valeur faciale et couleur | Dates d'émission     | Usages et commentaires |
| ------------------------- | -------------------- | --- |
| 0,10 F. sépia             | 15 sept. 1997 - 2002 | valeur de complément |
| 0,20 F. émeraude          | 15 sept. 1997 - 2002 | valeur de complément |
| 0,50 F. violet            | 15 sept. 1997 - 2002 | valeur de complément |
| 1 F. orange               | 15 sept. 1997 - 2002 | valeur de complément sept. 1997 : existe en carnet de timbres autocollants se-tenant avec TVP rouge                                       |
| 2 F. bleu                 | 15 sept. 1997 - 2002 | valeur de complément |
| 2,70 F. vert              | 15 juil. 1997 - 2002 | tarif économique jusqu'à 20 g en France émis en feuille et roulette                                                                       |
| TVP rouge                 | 15 juil. 1997 - 2002 | lettre prioritaire jusqu'à 20 g en France et vers la zone 1 émis en feuille, carnet et roulette commémoratif avec annonce Philexfrance 99 |
| 3,50 F. vert-jaune        | 15 sept. 1997 - 2002 | tarif économique de 20 à 50 g en France                                                                                                   |
| 3,80 F. bleu              | 15 juil. 1997 - 2002 | lettre prioritaire de moins de 20 g vers la zone 2                                                                                        |
| 4,20 F. orange            | 15 sept. 1997 - 2002 | tarif économique de 50 à 100 g en France                                                                                                  |
| 4,40 F. bleu              | 15 sept. 1997 - 2002 | lettre prioritaire vers la zone 4 |
| 4,50 F. rose              | 15 sept. 1997 - 2002 | lettre prioritaire de 20 à 50 g en France                                                                                                 |
| 5 F. bleu-vert            | 15 sept. 1997 - 2002 | valeur de complément |
| 6,70 F. vert foncé        | 15 sept. 1997 - 2002 | lettre prioritaire de 50 à 100 g en France                                                                                                |
| 10 F. violet              | 15 sept. 1997 - 2002 | valeur de complément lettre de 40 à 60 g vers la zone 2                                                                                   |

### Mariannelégende «RF»
Les valeurs de la Marianne du 14 juillet en euros sont plus nombreuses car il y eut la volonté qu'à chaque pièce de monnaie dans la nouvelle monnaie corresponde un timbre-poste, en plus des timbres correspondant à un usage précis.
Les tarifs du 1er janvier 2002 en euro sont la conversion de ceux du 18 mars 1996. De nouveaux tarifs sont adoptés le 1er juin 2003.
Zones des tarifs internationaux du 1er juin 2003 au 1er mars 2005 :
- Zone A : lettre de métropole vers les pays d'Europe occidentale.
- Zone B : lettre de métropole vers l'Europe de l’Est et l'Afrique.
- Zone C : lettre de métropole vers l'Amérique, l'Asie et l'Océanie.

| Valeur faciale et couleur | Dates d'émission            | Usages et commentaires |
| ------------------------- | --------------------------- | --- |
| 0,01 € jaune              | 2 janv. 2002 - 24 juin 2005 | valeur de complément |
| 0,02 € brun-noir          | 2 janv. 2002 - 24 juin 2005 | valeur de complément |
| 0,05 € vert-émeraude      | 2 janv. 2002 - 24 juin 2005 | valeur de complément |
| 0,10 € lilas              | 2 janv. 2002 - 24 juin 2005 | valeur de complément |
| 0,20 € orange             | 2 janv. 2002 - 24 juin 2005 | valeur de complément |
| 0,41 €                    | 2 janv. 2002 - 27 mai 2005  | tarif économique jusqu'à 20 g en France jusqu'au 1er juin 2003 |
| TVP vert                  | 12 nov. 2002 - 27 mai 2005  | tarif économique jusqu'à 20 g en France 0,41 € jusqu'au 1er juin 2003 0,45 € jusqu'au 1er mars 2005 |
| TVP rouge « RF »          | 1er août 2001 - 27 mai 2005 | émis en feuille, carnet et roulette lettre prioritaire de moins de 20 g en France et vers la zone 1 puis A Valeurs : 0,46 € jusqu'au 1er juin 2003 0,50 € après le 1er juin 2003 existe en type I dans le carnet « Centenaire de la Semeuse de Roty » commémoratif avec logotype du Fonds mondial de lutte contre le sida, la tuberculose et le paludisme |
| 0,50 € bleu               | 2 janv. 2002 - 24 juin 2005 | valeur de complément lettre prioritaire jusqu'à 20 g en France et vers la zone 1 puis A en concurrence avec le TVP rouge à partir du 1er juin 2003 |
| 0,53 € vert-jaune         | 2 janv. 2002 - 11 juin 2004 | tarif économique de 20 à 50 g en France jusqu'au 1er juin 2003 |
| 0,58 € bleu               | 2 janv. 2002 - 11 juin 2004 | lettre prioritaire vers la zone 2 jusqu'au 1er juin 2003 tarif économique de 20 à 50 g en France ensuite |
| 0,58 € ocre-jaune         | 2 juin 2003 - 27 mai 2005   | tarif économique de 20 à 50 g en France à partir du 1er juin 2003 |
| 0,64 € brun-orange        | 2 janv. 2002 - 11 juin 2004 | tarif économique de 50 à 100 g en France jusqu'au 1er juin 2003 |
| 0,67 € bleu ciel          | 2 janv. 2002 - 11 juin 2004 | lettre prioritaire vers la zone 4 jusqu'au 1er juin 2003 |
| 0,69 € rose               | 2 janv. 2002 - 11 juin 2004 | lettre prioritaire de 20 à 50 g en France jusqu'au 1er juin 2003 |
| 0,70 € olive              | 2 juin 2003 - 27 mai 2005   | tarif économique de 50 à 100 g en France à partir du 1er juin 2003 |
| 0,75 € bleu ciel          | 2 juin 2003 - 27 mai 2005   | lettre prioritaire de moins de 20 g vers la zone B |
| 0,90 € bleu-noir          | 2 juin 2003 - 27 mai 2005   | lettre prioritaire de moins de 20 g vers la zone C |
| 1 € turquoise             | 2 janv. 2002 - 24 juin 2005 | valeur de complément lettre prioritaire de 20 à 50 g vers la zone A |
| 1,02 € vert foncé         | 2 janv. 2002 - 11 juin 2004 | lettre prioritaire de 50 à 100 g en France jusqu'au 1er juin 2003 |
| 1,11 € rose               | 2 juin 2003 - 27 mai 2005   | lettre prioritaire de 50 à 100 g en France à partir du 1er juin 2003 |
| 1,90 € prune              | 2 juin 2003 - 27 mai 2005   | lettre de 100 à 250 grammes en France à partir du 1er juin 2003 |
| 2 € violet                | 2 janv. 2002 - 24 juin 2005 | valeur de complément |